# Superliga Argentina de Futebol de 2018–19
A Superliga Argentina de Futebol de 2018–19 (oficialmente: Superliga Quilmes Clásica 2018–19, por conta do patrocínio) foi a 90.ª edição (ou 134.º torneio, se contarmos a fase amadora) da primeira divisão profissional do Campeonato Argentino de Futebol e o segundo organizado pela Superliga Argentina, entidade ligada à AFA. A disputa teve o mesmo regulamento dos anos anteriores, ou seja, sistema de pontos corridos em turno único.
A competição começou em 10 de agosto de 2018 e terminou em 7 de abril de 2019. As posições da classificação ao final da disputa foi utilizada na realização da primeira edição da Copa da Superliga Argentina, torneio iniciado imediatamente após a última rodada da Superliga Argentina.
O processo de enxugamento do número de participantes continua. Eram 28 em 2017–18. São 26 neste edição: vinte e quatro que permaneceram da temporada passada e duas que foram promovidas da segunda divisão do ano anterior (Aldosivi e San Martín de Tucumán).
O título foi definido na penúltima rodada: o Racing conquistou o seu décimo oitavo título argentino (nove da era profissional e nove da era amadora), após empatar com o Tigre no Monumental Victoria, por 1–1. Campeão, o Racing terminou a temporada com 57 pontos, quatro a mais do que o vice-líder Defensa Y Justicia. O time de Avellaneda somou 17 vitórias, seis empates e apenas duas derrotas. Além do título, também teve o melhor ataque (43 gols marcados) e a defesa menos vazada (16 gols sofridos).

## Como foi na temporada 2017–18
- Campeão: Boca Juniors.[8]
- Vaga para Libertadores: Boca Juniors, Godoy Cruz, San Lorenzo, Huracán e Talleres (C).[8]
- Vagas para Copa Sul-Americana: Independiente, Racing, River Plate, Defensa y Justicia, Unión e Colón.[8]
- Quem subiu:  Aldosivi e San Martín Tucumán.[8]
- Quem desceu: Temperley, Olimpo, Arsenal e Chacarita Juniors.[8]
- Gols: 854 / Jogos: 378 / Média de gols: 2,26.[8]
- Artilheiro: Santiago Garcia (Godoy Cruz), 17 gols.[8]
- Média de público: 16.723.[8]
- Melhor média de público: Boca Juniors (35 000).[8]

## Regulamento
O campeonato é disputado por vinte e seis clubes em fase única, em apenas um turno, num total de 25 partidas para cada clubes. Será declarado campeão argentino o clube que obtiver o maior número de pontos após as 25 rodadas. Em caso de empate em número de pontos, prevalece o melhor saldo de gols. Ao final da competição, os cinco melhores garantem vaga na Copa Libertadores de 2020, os seis clubes subsequentes se classificam à Copa Sul-Americana de 2020. Haverá quatro rebaixados para a segunda divisão do ano seguinte, que serão definidos com base na média de pontos acumulada por partida nas últimas três temporadas, incluída a atual.

## Equipes participantes
| Equipe                  | Cidade                | Estádio                                         | Capacidade | Em 2017–18                  |
| ----------------------- | --------------------- | ----------------------------------------------- | ---------- | --------------------------- |
| Aldosivi                | Mar del Plata         | José María Minella                              | 35 180     | Campeão da 2ª divisão       |
| Argentinos Juniors      | Buenos Aires          | Diego Armando Maradona                          | 24 000     | 12º colocado                |
| Atlético Tucumán        | San Miguel de Tucumán | Monumental José Fierro                          | 29 200     | 15º colocado                |
| Banfield                | Banfield              | Florencio Sola                                  | 34 901     | 17º colocado                |
| Belgrano                | Córdoba               | Julio César Villagra                            | 30 500     | 13º colocado                |
| Boca Juniors            | Buenos Aires          | Alberto J. Armando, "La Bombonera"              | 49 000     | Campeão                     |
| Colón                   | Santa Fé              | Brigadier General Estanislao López              | 37 000     | 11º colocado                |
| Defensa y Justicia      | Florencio Varela      | Norberto Tomaghello                             | 20 000     | 9º colocado                 |
| Estudiantes             | La Plata              | Centenario (Quilmes)                            | 30 200     | 16º colocado                |
| Gimnasia y Esgrima (LP) | La Plata              | Juan Carmelo Zerillo                            | 24 544     | 23º colocado                |
| Godoy Cruz              | Godoy Cruz            | Malvinas Argentinas                             | 42 500     | Vice-campeão                |
| Huracán                 | Buenos Aires          | Tomás Adolfo Ducó                               | 48 314     | 4º colocado                 |
| Independiente           | Avellaneda            | Libertadores de América                         | 52 000     | 6º colocado                 |
| Lanús                   | Lanús                 | Ciudad de Lanús-Néstor Díaz Pérez               | 46 619     | 21º colocado                |
| Newell's Old Boys       | Rosário               | Coloso Marcelo Bielsa                           | 42 000     | 22º colocado                |
| Patronato               | Paraná                | Presbítero Bartolomé Grella                     | 22 000     | 19º colocado                |
| Racing Club             | Avellaneda            | Presidente Perón                                | 60 000     | 7º colocado                 |
| River Plate             | Buenos Aires          | Antonio Vespucio Liberti, "Monumental de Núñez" | 66 269     | 8º colocado                 |
| Rosário Central         | Rosário               | Gigante de Arroyito                             | 41 465     | 20º colocado                |
| San Lorenzo             | Buenos Aires          | Pedro Bidegain                                  | 47 964     | 3º colocado                 |
| San Martín              | San Juan              | Ingeniero Hilario Sánchez                       | 19 000     | 18º colocado                |
| San Martín (T)          | San Miguel de Tucumán | La Ciudadela                                    | 30 500     | Vice-campeão da 2.ª divisão |
| Talleres (C)            | Córdoba               | Mario Alberto Kempes                            | 57 000     | 5º colocado                 |
| Tigre                   | Victoria              | José Dellagiovanna                              | 26 282     | 24º colocado                |
| Unión                   | Santa Fé              | 15 de Abril                                     | 26 000     | 10º colocado                |
| Vélez Sarsfield         | Buenos Aires          | José Amalfitani                                 | 49 540     | 14º colocado                |

## Classificação

### Classificação final
| Pos | Equipe                  | Pts | J  | V  | E  | D  | GP | GC | SG  | Classificação ou rebaixamento               |
| --- | ----------------------- | --- | -- | -- | -- | -- | -- | -- | --- | ------------------------------------------- |
| 1   | Racing (C)              | 57  | 25 | 17 | 6  | 2  | 43 | 16 | +27 | Fase de grupos da Copa Libertadores de 2020 |
| 2   | Defensa y Justicia      | 53  | 25 | 15 | 8  | 2  | 33 | 18 | +15 | Fase de grupos da Copa Libertadores de 2020 |
| 3   | Boca Juniors            | 51  | 25 | 15 | 6  | 4  | 42 | 18 | +24 | Fase de grupos da Copa Libertadores de 2020 |
| 4   | River Plate             | 45  | 25 | 13 | 6  | 6  | 42 | 21 | +21 | Segunda fase da Copa Libertadores de 2020   |
| 5   | Atlético Tucumán [a]    | 42  | 25 | 12 | 6  | 7  | 36 | 29 | +7  | Copa Sul-Americana de 2020                  |
| 6   | Vélez Sarsfield         | 40  | 25 | 11 | 7  | 7  | 34 | 25 | +9  | Copa Sul-Americana de 2020                  |
| 7   | Independiente           | 38  | 25 | 10 | 8  | 7  | 35 | 28 | +7  | Copa Sul-Americana de 2020                  |
| 8   | Unión de Santa Fé       | 36  | 25 | 9  | 9  | 7  | 29 | 24 | +5  | Copa Sul-Americana de 2020                  |
| 9   | Tigre [b]               | 36  | 25 | 9  | 9  | 7  | 39 | 42 | −3  | Fase de grupos da Copa Libertadores de 2020 |
| 10  | Huracán                 | 35  | 25 | 9  | 8  | 8  | 28 | 28 | 0   | Copa Sul-Americana de 2020                  |
| 11  | Lanús                   | 34  | 25 | 9  | 7  | 9  | 27 | 32 | −5  | Copa Sul-Americana de 2020                  |
| 12  | Talleres (C)            | 33  | 25 | 9  | 6  | 10 | 25 | 24 | +1  |                                             |
| 13  | Aldosivi                | 33  | 25 | 9  | 6  | 10 | 21 | 24 | −3  |                                             |
| 14  | Godoy Cruz              | 32  | 25 | 9  | 5  | 11 | 23 | 30 | −7  |                                             |
| 15  | Newell's Old Boys       | 29  | 25 | 7  | 8  | 10 | 26 | 23 | +3  |                                             |
| 16  | Banfield                | 29  | 25 | 6  | 11 | 8  | 27 | 31 | −4  |                                             |
| 17  | Estudiantes de La Plata | 29  | 25 | 7  | 8  | 10 | 21 | 25 | −4  |                                             |
| 18  | Gimnasia y Esgrima (LP) | 29  | 25 | 8  | 5  | 12 | 21 | 32 | −11 |                                             |
| 19  | Patronato               | 26  | 25 | 7  | 5  | 13 | 29 | 37 | −8  |                                             |
| 20  | Rosário Central         | 26  | 25 | 6  | 8  | 11 | 16 | 26 | −10 |                                             |
| 21  | San Martín de San Juan  | 25  | 25 | 6  | 7  | 12 | 24 | 34 | −10 |                                             |
| 22  | Belgrano                | 24  | 25 | 4  | 12 | 9  | 16 | 23 | −7  |                                             |
| 23  | San Lorenzo [c]         | 23  | 25 | 3  | 14 | 8  | 21 | 30 | −9  |                                             |
| 24  | Colón                   | 23  | 25 | 4  | 11 | 10 | 21 | 33 | −12 |                                             |
| 25  | San Martín de Tucumán   | 23  | 25 | 4  | 11 | 10 | 25 | 38 | −13 |                                             |
| 26  | Argentinos Juniors      | 22  | 25 | 5  | 7  | 13 | 15 | 28 | −13 | Copa Sul-Americana de 2020                  |

Notas:
- [a] O Argentinos Juniors classificou-se para a Copa Sul-Americana de 2020 como melhor colocado da Copa da Superliga Argentina de 2019, pois, o Boca Juniors, vice-campeão da Copa da Superliga, já estava classificado para a Copa Libertadores de 2020.[33]
- [b] O Tigre classificou-se para a fase de grupos da Copa Libertadores de 2020 como campeão da Copa da Superliga Argentina de 2019.[34]
- [c] O Tribunal de Disciplina do Campeonato Argentino confirmou na segunda-feira, 25 de março de 2019, que o San Lorenzo perderá seis pontos ao final da temporada e não poderá contratar jogadores na próxima janela de transferências devido a "irregularidades" contratuais. De acordo com o comunicado oficial da Superliga Argentina, o Ciclón falhou no prazo para inscrever novos jogadores e não informou a AFA em tempo hábil.[35][36][37][38][39][40]

### Rebaixamento
Haverá quatro rebaixados para a segunda divisão da próxima temporada, que serão definidos com base na média de pontos acumulada por partida nas últimas três temporadas, incluída a atual.
| Pos. | Equipe                  | 16–17 | 17–18 | 18–19 | Pts. | J  | Promédio |
| ---- | ----------------------- | ----- | ----- | ----- | ---- | -- | -------- |
| 1    | Boca Juniors            | 63    | 58    | 51    | 172  | 82 | 2.098    |
| 2    | Racing                  | 55    | 45    | 57    | 157  | 82 | 1.915    |
| 3    | Defensa y Justicia      | 49    | 44    | 53    | 146  | 82 | 1.78     |
| 4    | River Plate             | 56    | 45    | 45    | 146  | 82 | 1.78     |
| 5    | Independiente           | 53    | 46    | 38    | 137  | 82 | 1.671    |
| 6    | Godoy Cruz              | 43    | 56    | 32    | 131  | 82 | 1.598    |
| 7    | San Lorenzo [c]         | 53    | 50    | 23    | 126  | 82 | 1.537    |
| 8    | Talleres (C)            | 42    | 46    | 33    | 121  | 82 | 1.476    |
| 9    | Estudiantes (LP)        | 56    | 36    | 29    | 121  | 82 | 1.476    |
| 10   | Banfield                | 54    | 35    | 29    | 118  | 82 | 1.439    |
| 11   | Vélez Sarsfield         | 37    | 38    | 40    | 115  | 82 | 1.402    |
| 12   | Lanús                   | 50    | 29    | 34    | 113  | 82 | 1.378    |
| 13   | Colón                   | 49    | 41    | 23    | 113  | 82 | 1.378    |
| 14   | Huracán                 | 29    | 48    | 35    | 112  | 83 | 1.366    |
| 15   | Atlético Tucumán        | 33    | 36    | 42    | 111  | 82 | 1.354    |
| 16   | Unión                   | 32    | 43    | 36    | 111  | 82 | 1.354    |
| 17   | Aldosivi                | —     | —     | 33    | 33   | 25 | 1.32     |
| 18   | Newell's Old Boys       | 49    | 29    | 29    | 107  | 82 | 1.305    |
| 19   | Rosário Central         | 44    | 32    | 26    | 102  | 82 | 1.244    |
| 20   | Argentinos Juniors      | —     | 41    | 22    | 63   | 52 | 1.212    |
| 21   | Gimnasia y Esgrima (LP) | 43    | 27    | 29    | 99   | 82 | 1.207    |
| 22   | Patronato               | 34    | 33    | 26    | 93   | 82 | 1.134    |
| 23   | Tigre                   | 31    | 24    | 36    | 91   | 82 | 1.11     |
| 24   | San Martín (SJ)         | 33    | 33    | 25    | 91   | 82 | 1.11     |
| 25   | Belgrano                | 26    | 40    | 24    | 90   | 82 | 1.098    |
| 26   | San Martín (T) (R)      | —     | —     | 23    | 23   | 25 | 0.92     |

|  | Rebaixado à segunda divisão de 2019–20 |

Nota:
- [c] O Tribunal de Disciplina do Campeonato Argentino confirmou na segunda-feira, 25 de março de 2019, que o San Lorenzo perderá seis pontos ao final da temporada devido a "irregularidades" contratuais.

Fonte: AFA

## Resultados
As equipes jogam contra todas as outras equipes uma vez (em casa ou fora), num total de 25 rodadas.
| Mandante \ Visitante    | ALD | ARG | ATU | BAN | BEL | BOC | COL | DYJ | EST | GLP | GOD | HUR | IND | LAN | NOB | PAT | RAC | RIV | ROS | SLO | SMA | SMT | TAL | TIG | UNI | VEL |
| ----------------------- | --- | --- | --- | --- | --- | --- | --- | --- | --- | --- | --- | --- | --- | --- | --- | --- | --- | --- | --- | --- | --- | --- | --- | --- | --- | --- |
| Aldosivi                | —   | —   | —   | 1–4 | 2–0 | 1–1 | 3–0 | 0–1 | —   | 0–0 | —   | 2–1 | —   | —   | 1–0 | —   | 1–3 | —   | —   | 2–2 | 1–0 | 2–0 | —   | 0–2 | —   | —   |
| Argentinos Juniors      | 1–2 | —   | —   | —   | 0–0 | 0–1 | —   | —   | 2–1 | —   | 0–0 | —   | 0–2 | 2–0 | —   | —   | 0–2 | —   | 0–2 | —   | —   | —   | 0–2 | —   | 0–1 | 0–0 |
| Atlético Tucumán        | 1–0 | 0–0 | —   | —   | —   | —   | 2–1 | —   | —   | 4–1 | —   | —   | 4–2 | 0–0 | —   | —   | 2–2 | 0–1 | 2–1 | —   | —   | 2–3 | 0–0 | 3–0 | —   | —   |
| Banfield                | —   | 0–1 | 1–2 | —   | —   | —   | —   | —   | 0–2 | 1–0 | 2–2 | —   | 1–1 | 0–0 | 1–1 | 1–0 | —   | 1–1 | —   | 2–0 | 1–1 | —   | —   | —   | —   | —   |
| Belgrano                | —   | —   | 1–3 | 1–1 | —   | 1–1 | —   | —   | 2–1 | 2–0 | 1–0 | 0–1 | —   | —   | 0–0 | 3–0 | —   | —   | —   | 0–0 | 0–0 | —   | —   | 1–2 | 0–0 | —   |
| Boca Juniors            | —   | —   | 1–2 | 2–0 | —   | —   | 3–1 | —   | —   | —   | 2–0 | —   | —   | 2–1 | —   | 1–0 | —   | 0–2 | 0–0 | 3–0 | —   | —   | 1–0 | 4–1 | —   | 3–0 |
| Colón                   | —   | 2–0 | —   | 0–1 | 1–1 | —   | —   | —   | 1–1 | —   | 3–1 | —   | —   | —   | 1–0 | —   | 1–1 | 1–0 | —   | 1–1 | 0–0 | —   | —   | 2–2 | 0–0 | —   |
| Defensa y Justicia      | —   | 2–1 | 1–1 | 3–2 | 1–1 | 0–1 | 3–0 | —   | 1–1 | —   | —   | —   | —   | —   | —   | —   | —   | —   | —   | 1–0 | —   | —   | 2–0 | 2–1 | 1–1 | 3–2 |
| Estudiantes de La Plata | 0–2 | —   | 1–1 | —   | —   | 2–0 | —   | —   | —   | 1–0 | —   | —   | 2–2 | 1–1 | 1–0 | 1–0 | —   | 1–0 | —   | —   | —   | 1–1 | 0–1 | —   | —   | 1–2 |
| Gimnasia y Esgrima (LP) | —   | 1–0 | —   | —   | —   | 2–1 | 3–2 | 0–1 | —   | —   | 1–0 | 2–2 | 1–0 | —   | 1–0 | —   | 0–3 | —   | 1–1 | —   | 0–2 | —   | 0–2 | 3–1 | —   | —   |
| Godoy Cruz              | 2–0 | —   | 1–0 | —   | —   | —   | —   | 0–1 | 1–0 | —   | —   | —   | 1–1 | 0–2 | 2–1 | 2–1 | —   | 0–4 | 0–0 | 1–0 | —   | 3–2 | —   | —   | —   | 0–2 |
| Huracán                 | —   | 0–0 | 2–0 | 3–0 | —   | 0–0 | 3–2 | 1–1 | 0–1 | —   | 2–1 | —   | —   | —   | —   | —   | —   | 0–0 | 2–1 | —   | —   | 1–3 | —   | —   | 1–3 | 1–1 |
| Independiente           | 2–0 | —   | —   | —   | 2–1 | 0–1 | 3–0 | 0–1 | —   | —   | —   | 3–1 | —   | —   | —   | —   | 1–3 | —   | —   | —   | —   | 4–0 | 1–1 | 0–0 | 2–1 | 2–1 |
| Lanús                   | 0–1 | —   | —   | —   | 3–1 | —   | 1–0 | 2–2 | —   | 2–0 | —   | 0–1 | 1–0 | —   | —   | 3–1 | 0–1 | 1–5 | 2–0 | —   | 1–1 | —   | 2–1 | —   | —   | —   |
| Newell's Old Boys       | —   | 2–0 | 1–2 | —   | —   | 1–1 | —   | 0–0 | —   | —   | —   | 3–1 | 2–2 | 2–0 | —   | 1–0 | —   | —   | 0–0 | —   | 3–0 | —   | 1–2 | 2–0 | —   | —   |
| Patronato               | 0–0 | 2–1 | 3–0 | —   | —   | —   | 0–0 | 2–0 | —   | 0–2 | —   | 1–0 | 1–2 | —   | —   | —   | 0–3 | —   | 2–1 | —   | —   | 3–3 | 2–1 | —   | —   | 3–3 |
| Racing                  | —   | —   | —   | 0–0 | 1–0 | 2–2 | —   | 1–1 | 1–0 | —   | 3–0 | 3–1 | —   | —   | 1–0 | —   | —   | —   | 2–0 | 2–1 | 1–0 | —   | —   | —   | 1–0 | 2–0 |
| River Plate             | 1–0 | 0–0 | —   | —   | 0–0 | —   | —   | 0–1 | —   | 3–1 | —   | —   | 3–0 | —   | 4–2 | 1–3 | 2–0 | —   | —   | —   | 4–1 | 2–1 | —   | 2–3 | 1–2 | —   |
| Rosário Central         | 0–0 | —   | —   | 1–0 | 0–0 | —   | 1–1 | 0–1 | 2–1 | —   | —   | —   | 1–2 | —   | —   | —   | —   | 1–1 | —   | 0–1 | 1–0 | 2–0 | —   | 0–2 | 0–4 | —   |
| San Lorenzo             | —   | 2–3 | 0–2 | —   | —   | —   | —   | —   | 1–1 | 1–1 | —   | 0–0 | 0–0 | 2–2 | 1–1 | 3–2 | —   | 1–1 | —   | —   | 2–1 | —   | 0–1 | —   | —   | —   |
| San Martín de San Juan  | —   | 2–3 | 1–3 | —   | —   | 0–4 | —   | 0–1 | 3–0 | —   | 0–0 | 1–2 | 1–1 | —   | —   | 1–0 | —   | —   | —   | —   | —   | —   | 2–1 | —   | 2–0 | 3–1 |
| San Martín de Tucumán   | —   | 0–0 | —   | 1–1 | 0–0 | 1–4 | 0–0 | 1–2 | —   | 1–1 | —   | —   | —   | 1–2 | 0–3 | —   | 2–1 | —   | —   | 0–0 | 2–0 | —   | —   | —   | 1–1 | —   |
| Talleres (C)            | 0–0 | —   | —   | 3–1 | 3–0 | —   | 2–0 | —   | —   | —   | 1–0 | 0–0 | —   | —   | —   | —   | 1–3 | 0–2 | 0–1 | —   | —   | 0–0 | —   | 1–3 | —   | 1–1 |
| Tigre                   | —   | 2–1 | —   | 4–4 | —   | —   | —   | —   | 1–0 | —   | 1–3 | 0–2 | —   | 1–1 | —   | 2–1 | 1–1 | —   | —   | 2–2 | 2–2 | 2–2 | —   | —   | 2–2 | —   |
| Unión de Santa Fé       | 1–0 | —   | 3–0 | 0–1 | —   | 1–3 | —   | —   | 0–0 | 1–0 | 0–3 | —   | —   | 3–0 | 0–0 | 2–2 | —   | —   | —   | 1–1 | —   | —   | 2–1 | —   | —   | 0–2 |
| Vélez Sarsfield         | 2–0 | —   | 2–0 | 1–1 | 1–0 | —   | 1–1 | —   | —   | 1–0 | —   | —   | —   | 4–0 | 2–0 | —   | —   | 1–2 | 2–0 | 0–0 | —   | 1–0 | —   | 1–2 | —   | —   |

## Estatísticas

### Artilheiro
| Jogador               | Clube                    | Gols |
| --------------------- | ------------------------ | ---- |
| Lisandro López        | Racing                   | 17   |
| Emmanuel Gigliotti    | Independiente            | 12   |
| Luis Miguel Rodríguez | Atlético Tucumán / Colón | 11   |
| Federico R. González  | Tigre                    | 11   |
| Matías Rojas          | Defensa y Justicia       | 10   |

Fonte: AFA

### Números finais da temporada
- Campeão: Racing.[41][42]
- Vaga para Libertadores: Racing, Defensa y Justicia, Boca Juniors e River Plate.[42]
- Vagas para Copa Sul-Americana: Atlético Tucumán, Vélez Sarsfield, Independiente, Unión Santa Fé e Huracán.[42]
- Quem desceu: Tigre, San Martín, Belgrano e San Martín de Tucumán.[42]
- Gols: 719 / Jogos: 335 / Média de gols: 2,21.[43]
- Artilheiro: Lisandro López (Racing), 17 gols.[43]

## Premiação
| Campeonato Argentino de 2018–19 Superliga Argentina |
| --------------------------------------------------- |
| Racing Club Campeão (18º título)                    |

| Pos. | Nome              | Clube              |
| ---- | ----------------- | ------------------ |
| G    | Esteban Andrada   | Boca Juniors       |
| LD   | Damián Martínez   | Unión de Santa Fe  |
| Z    | Leonardo Sigali   | Racing             |
| Z    | Javier Pinola     | River Plate        |
| LE   | Lisandro Martínez | Defensa y Justicia |
| V    | Nicolás Domínguez | Vélez Sarsfield    |
| V    | Montillo          | Tigre              |
| M    | Juan Quintero     | River Plate        |
| M    | Matías Rojas      | Defensa y Justicia |
| A    | Lisandro López    | Racing             |
| A    | Federico González | Tigre              |

| Prêmio               | Nome              | Clube           |
| -------------------- | ----------------- | --------------- |
| Melhor goleiro       | Esteban Andrada   | Boca Juniors    |
| Melhor defensor      | Javier Pinola     | River Plate     |
| Melhor meio-campista | Nicolás Domínguez | Vélez Sarsfield |
| Melhor atacante      | Lisandro López    | Racing          |
| Melhor treinador     | Eduardo Coudet    | Racing          |
| Artilheiro           | Lisandro López    | Racing          |
| Melhor jogador       | Lisandro López    | Racing          |